# Russell Lewis (Choreograf)
Russell Dycke Lewis (* 19. Juli 1908 in Hollywood, Kalifornien; † 12. November 1961) war ein US-amerikanischer Choreograf, der ein Mal für einen Oscar für die beste Tanzregie nominiert war.

## Leben
Lewis wirkte Mitte der 1930er Jahre bei vier Filmen als Choreograf und Tanzregisseur mit, und zwar zuerst bei dem von Lloyd Corrigan inszenierten Kurzfilm La Cucaracha (1934), der als erster Spielfilm der Filmgeschichte gilt, der vollständig im 3-Farben-System von Technicolor realisiert wurde. Die Hauptrollen spielten Steffi Duna, Don Alvarado und Paul Porcasi.
Bei der Oscarverleihung 1937 war er für die Tanzszene „The Finale“ aus dem Filmmusical Dancing Pirate (1936) von Lloyd Corrigan mit Charles Collins, Steffi Duna und Frank Morgan für den nur zwischen 1936 und 1938 vergebenen Oscar für die beste Tanzregie nominiert.

## Filmografie
- 1934: La Cucaracha
- 1935: Becky Sharp
- 1935: Der Untergang von Pompeji (The last Days of Pompeji)
- 1936: Dancing Pirate